# LimeWire
LimeWire was een opensource-programma om bestanden te downloaden en te delen via het Gnutella-netwerk, een p2p-netwerk. Het is geschreven in Java en daarom platformonafhankelijk. Het was ook mogelijk om via BitTorrent-bestanden te downloaden en te delen.

## Versies
Het programma was beschikbaar in twee versies:
- een gratis basisversie.
- een uitgebreidere variant (PRO) die op commerciële basis werd aangeboden.

Van de commerciële Pro-versie wordt beweerd dat de downloads sneller en virusvrij zijn. Een ironisch gegeven is dat de betaalde PRO-versie van LimeWire illegaal verkrijgbaar was via de gratis basisversie. De LimeWire-broncode wordt gepubliceerd onder GPL en is beschikbaar op ontwikkelingssite van LimeWire.

## Limewire Pirate Edition
LimeWire Pirate Edition (LPE) is gemaakt door onbekenden uit onvrede over de verloren rechtszaak. Deze versie bevat alle PRO-functies zonder reclame en de Ask-toolbar.
De functies van LimeWire zijn lamgelegd sinds de veroordeling van 26 oktober 2010. Limewire versies 5.5.10 en ouder werken nog steeds zonder problemen, zo ook de onofficiële Pirate Edition.
Dit is een onafhankelijk product en deze versie is niet officieel ondersteund door Lime Wire LLC.
Op 10 november 2010 bracht een geheime groep softwareontwikkelaars genaamd "Secret Dev Team" de piraten-editie uit van LimeWire, die gebaseerd is op bètaversie 5.6. Deze werd echter later offline gehaald om onbekende redenen.

## Aangeklaagd
Universal Music, EMI, Sony BMG Music Entertainment en Warner Music hebben LimeWire op 5 augustus 2006 voor de rechter gedaagd. Ze stellen dat het gratis downloaden via het programma illegaal gebeurt en de maatschappijen eisen $ 150.000 voor elke overtreding. In 2005 bepaalde een Amerikaanse rechter dat er juridische stappen genomen kunnen worden tegen bedrijven die geen rekening houden met het auteursrecht. Op 8 november 2006 is bekendgemaakt dat LimeWire niet strafbaar is, maar enkel de mensen die het programma gebruiken voor illegale doeleinden.
Op 26 oktober 2010 is LimeWire in de VS na een gerechtelijk bevel verboden. De Lime Group wilde verdergaan als betaalde muziekdienst (zoals Spotify).
Ondanks dat Limewire officieel al jaren niet meer bestaat dreigen er nog altijd rechtszaken tegen de voormalig eigenaren te worden begonnen. Zo werd op 1 maart 2012 bekend dat, ter voorkoming van een rechtszaak, een schikking getroffen is met Merlin, een vertegenwoordiger van onafhankelijke muziekbedrijven.

## Alternatieven
Nadat de zoek-, download-, upload- en updatefuncties zijn stopgezet, kwam er een alternatief. Er is een namaak-LimeWire-programma, genaamd FrostWire. Dit werkt hetzelfde als het traditionele LimeWire, via hetzelfde p2p-netwerk, namelijk een BitTorrentcliënt. Het uiterlijk is van 'Lime' naar 'Frost'. Inmiddels werkt LimeWire 5.6 ook niet meer, waardoor zelfs reeds geïnstalleerde versies niet meer werken. Dit werd gedaan na een beslissing van de rechter, als onderdeel van het LimeWire-arrest.